# Cybaeus uenoi
Espèce
Synonymes
- Dolichocybaeus uenoi Yaginuma, 1970

Cybaeus uenoi est une espèce d'araignées aranéomorphes de la famille des Cybaeidae.

## Distribution
Cette espèce est endémique du Japon. Elle se rencontre dans les préfectures de  Nagasaki et de Kumamoto.

## Description
Le mâle décrit par Irie et Ono en 2002 mesure 4,46 mm.

## Étymologie
Cette espèce est nommée en l'honneur de Shun-Ichi Ueno.

## Publication originale
- Yaginuma, 1970 : Two new spiders of the genera Leptoneta and Dolichocybaeus from the islands of Tsushima. Bulletin of the National Museum of Nature and Science, Tokyo, vol. 13, p. 241-248.